# Al Majjatia Oulad Taleb
Al Majjatia Oulad Taleb (arabiska: املجاطية أوالد الطالب) är en landskommun i Marocko. Den ligger i provinsen Médiouna och regionen Casablanca-Settat, 90 km sydväst om huvudstaden Rabat. Antalet invånare var 32 286 vid folkräkningen 2014.